# Borggrevskapet Nürnberg
Borggrevskapet Nürnberg var ett historiskt territorium i Franken i Tysk-romerska riket, regerat av det ursprungligen österrikiska huset Raabs från grundandet 1105 till 1191 och därefter av det ursprungligen schwabiska huset Hohenzollern. Efter arvsdelningen 1398 av borggrevskapet i två hohenzollerska furstendömen, Brandenburg-Ansbach regerat av Fredrik VI av Nürnberg och Brandenburg-Kulmbach regerat av hans bror Johan III av Nürnberg, kom även riksborgen i Nürnberg att säljas av borggreve Fredrik VI till riksstaden Nürnberg 1427. Därigenom kom titeln borggreve av Nürnberg att under 1400-talets början att övergå till att bli rent nominell, och fortlevde som sådan i huset Hohenzollerns officiella titulatur fram till 1900-talet.

## Historia
Borggrevskapet växte fram omkring en riksborg som uppfördes på en sandstensklippa i närheten av floden Pegnitz under första halvan av 1000-talet. Troligen beordrades uppförandet av borgen av den tysk-romerske kungen Henrik III omkring år 1040. Genom att skapa en stödjepunkt i den kungliga riksskogen omkring nuvarande Nürnberg verkade han för sitt mål att tränga tillbaka furstbiskoparna av Bambergs inflytande. Hans företrädare hade genom sina väl generösa donationer till Bambergbiskoparna orsakat att stora delar av Franken fallit utanför kungamaktens direkta kontroll.
Omkring år 1105 förlänades grevarna av Raabs, en släkt från Niederösterreich, med Nürnbergs borg och installerades som borggrevar. Under följande år skapade de grunden för ett omfattande riksterritorium, som uppstod kring borgen och gick under beteckningen Borggrevskapet Nürnberg.
När Konrad II av Raabs dog utan söner omkring 1190 som den siste i linjen av grevarna av Raabs, kom hans svärson Fredrik III av Zollern att överta hans arv som Fredrik I av Nürnberg. Troligen förlänades han redan 1191 med borggrevskapet av kung Henrik VI. Efter Fredrik I kom borggrevskapet att gå i arv i den linje som härstammade från grevarna av Zollern; med Konrad I av Nürnberg kom denna 1218 att skiljas som den yngre borggrevliga linjen från den äldre schwabiska grevliga grenen av huset Zollern. Det territorium i Franken som huset Zollern förvärvade och utökade under sin tid som borggrevar och de furstendömen som senare bildades ur borggrevskapet kom att regeras av olika grenar av huset fram till det gamla Tysk-romerska rikets upplösning 1806. Från mitten av 1300-talet kom Hohenzollern istället för Zollern att användas som beteckning för furstehuset.
Genom en framgångsrik förvärvspolitik byggde huset Hohenzollern målmedvetet upp sitt territorium, framförallt i Mittelfranken och Oberfranken. Som arvtagare till grevarna av Abenberg kunde de 1236 ta över deras stamsäte Abenberg, Cadolzburg, det tidigare kungliga godset Riedfeld, Neustadt an der Aisch samt rollen som skyddsherre till Heilsbronns kloster. Likaså kunde de 1248 ärva Bayreuth som den nordöstliga delen av det tidigare grevskapet Andechs-Meranien. Genom sin goda finanspolitik kunde borggrevarna genomföra ytterligare förvärv. 1285 införlivades Wunsiedel, 1292 Arzberg, 1338 Schauenstein och Helmbrechts, 1373 Münchberg och Hof, 1402 Erlangen och 1412 Selb. Därmed utvecklade de med tiden borggrevskapets del som låg ovanbergs om Fränkische Alb, "obergebirgisches Land", till ett relativt sammanhållet territorium.
Även i den del som låg nedombergs, "untergebirgisches Land", kunde huset Hohenzollern inom några årtionden uppnå en avsevärd utökning av det ursprungliga territoriet. År 1331 förvärvade de Ansbachs fögderi. Ytterligare förvärv var bland andra städerna och köpingarna Feuchtwangen, Uffenheim, Crailsheim, Creglingen, Kitzingen, Marktsteft, Schwabach, Leutershausen och Gunzenhausen.
Även i Niederösterreich kunde borggrevarna av Nürnberg förvärva de så kallade "brandenburgska länen", bland dessa Höflein an der Hohen Wand från 1320 till omkring 1446. Redan 1273 hade huset Hohenzollern erhållit den kejserliga domsrätten (Landgericht) i borggrevskapet Nürnberg, vilket utvecklades till ett av deras viktigaste maktinstrument. Under 1400-talet förlades domstolens säte till den nya residensstaden Ansbach.

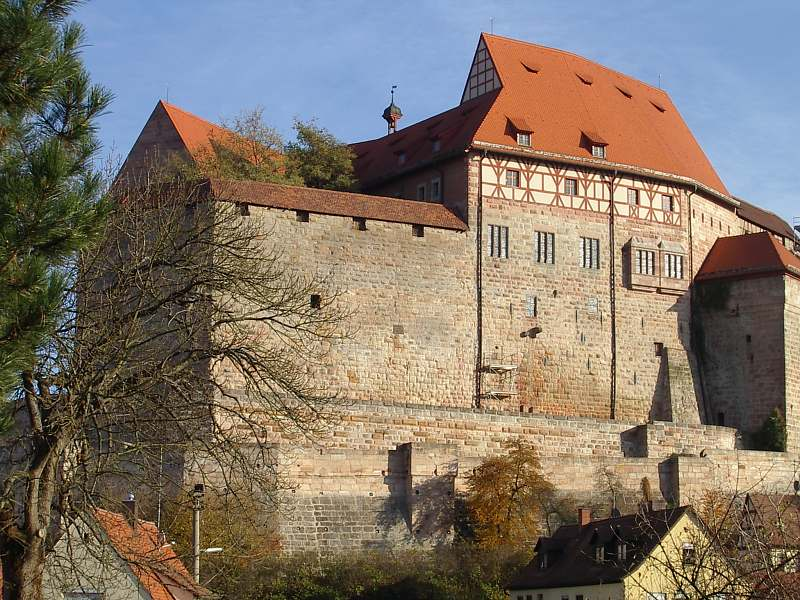
Cadolzburgs slott

Genom huset Hohenzollerns ständigt ökande maktanspråk uppstod med tiden ökande konflikter med andra aktörer i regionen, som huset Wittelsbach i Bayern, furstbiskopsdömet Würzburg och den självständiga riksstaden Nürnberg. År 1420 eskalerade konflikten och borggrevarnas borg i Nürnberg raserades av hertig Ludvig VII av Bayern-Ingolstadts trupper. Borggrevarna valde istället för att bygga upp den att 1427 sälja borgen till riksstaden Nürnberg. Redan 1260 hade dock borggrevarnas residens flyttats från Nürnberg till Cadolzburg.
Även om borggrevarnas arvingar av huset Hohenzollern fortsatte att bära titeln borggreve till Nürnberg i sin officiella titulatur, betydde försäljningen slutet på borggrevskapet Nürnberg som stat. Territoriet delades mellan de hohenzollernska markgrevskapen Brandenburg-Ansbach och Brandenburg-Kulmbach.
Under borggreve Fredrik VI av Nürnberg förvärvade huset Hohenzollern kurfurstendömet Brandenburg som förläning från kejsar Sigismund, och Fredrik blev stamfar till den brandenburgska grenen av huset Hohenzollern. Hans son Albrekt Akilles genomdrev en permanent uppdelning mellan kurfurstendömet och de frankiska markgrevskapen Ansbach och Kulmbach som regerades av olika yngre grenar av huset Hohenzollern. Ättlingar till de tidigare borggrevarna av Nürnberg kom genom Tyska ordens högmästare Albrekt av Brandenburg-Ansbach, vald 1511, att i samband med Tyska ordensstatens upplösning vid reformationen bli ärftliga hertigar av Preussen från 1525. När kurfurstendömet Brandenburg och hertigdömet Preussen under 1600-talet förenades i personalunion kom den statsbildning under huset Hohenzollerns regering som 1701 utropades till kungadömet Preussen att uppstå, vilken också blev kärnan i det 1871 utropade Tyska kejsardömet.

## Borggrevar av Nürnberg

### Huset Raabs
- 1105–1137 Gottfried II av Raabs
- 1137–1143 Konrad I av Raabs
- 1143–1160 Gottfried III av Raabs
- 1160–1191 Konrad II av Raabs

Huset Raas vapen som borggrevar av Nürnberg.

Konrad II följdes av greve Fredrik III av Zollern som var gift med Konrad II:s dotter Sofia.

### Huset Hohenzollern

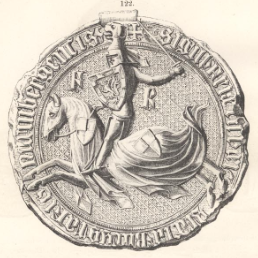
Fredrik V:s sigill som borggreve av Nürnberg. Riddarens sköld visar borggrevarnas vapen och på stridshästen visas huset Hohenzollerns vapen.

Fredrik I:s söner Fredrik II och Konrad I delade upp huset Hohenzollerns schwabiska respektive frankiska territorier mellan sig 1218.
- 1192–1200 Fredrik I av Nürnberg (1139–1200), även greve av Zollern som Fredrik III
- 1204–1218 Fredrik II av Nürnberg (1188–1255), även greve av Zollern som Fredrik IV
- 1218–1261 Konrad I av Nürnberg (omkr. 1186–1261),	bror till Fredrik II, grundade den frankiska linjen av huset Hohenzollern
- 1261–1297 Fredrik III av Nürnberg (omkr. 1220–1297)
- 1297–1300 Johan I av Nürnberg (omkr. 1279–1300)
- 1300–1332 Fredrik IV av Nürnberg (1287–1332), bror till Johan I
- 1332–1357 Johan II av Nürnberg (1309–1357)
- 1357–1397 Fredrik V av Nürnberg (1333–1398)
- 1397–1420 Johan III av Nürnberg (1369–1420), erhöll furstendömet Kulmbach
- 1397–1427 Fredrik VI av Nürnberg (1371–1440), yngre bror till Johan III, erhöll furstendömet Ansbach, även kurfurste av Brandenburg från 1415

1427 såldes borgen i Nürnberg till staden Nürnberg och borggrevskapet ersattes därmed i praktiken av de båda markgrevskapen Brandenburg-Ansbach och Brandenburg-Kulmbach.